# Liste der Stolpersteine im Nitriansky kraj

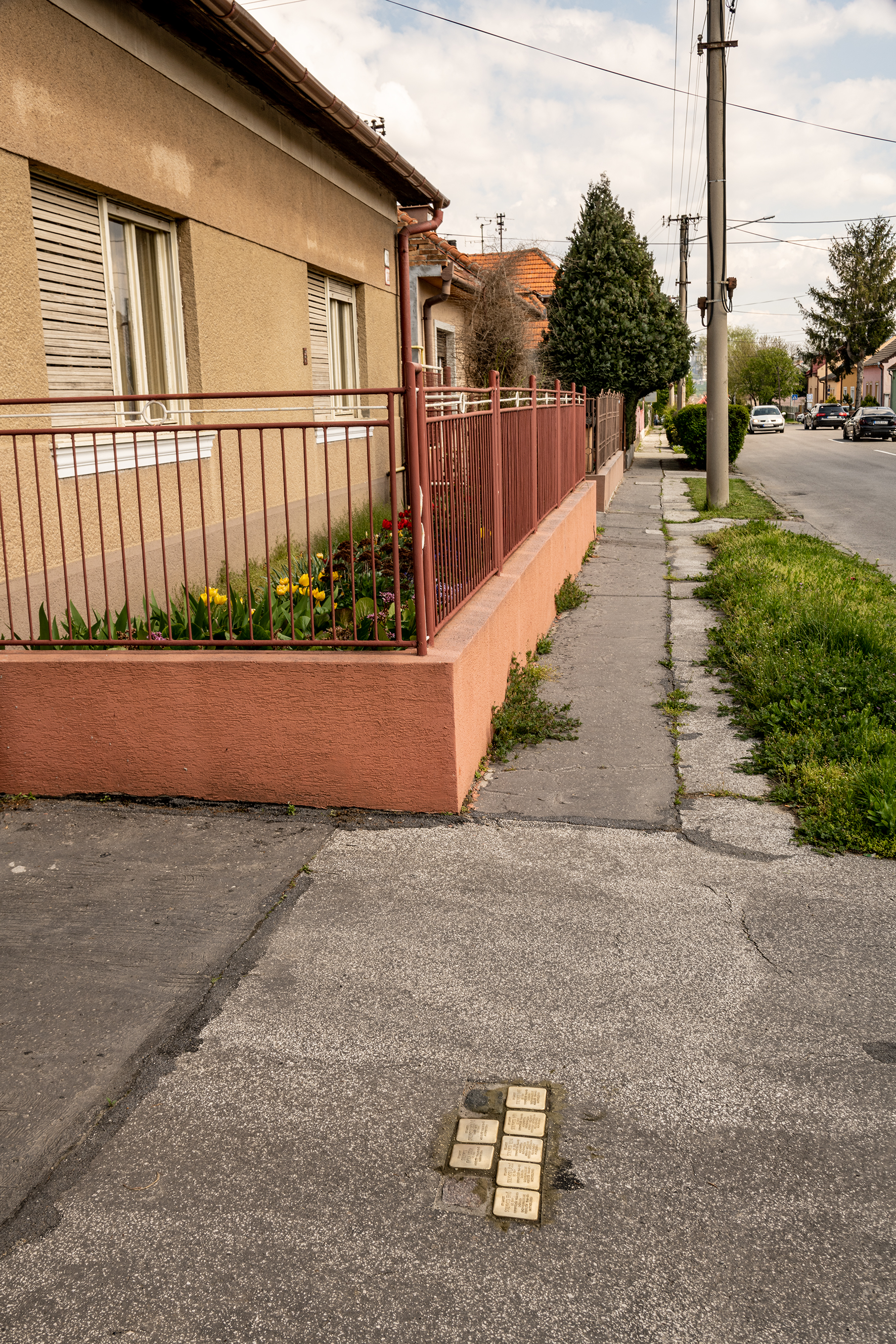
Stolpersteine in Štúrovo

Die Liste der Stolpersteine im Nitriansky kraj enthält die Stolpersteine in der slowakischen Region Nitriansky kraj (Neutraer Landschaftsverband), die an das Schicksal der Menschen dieser Region erinnern, welche von den Nationalsozialisten ermordet, deportiert, vertrieben oder in den Suizid getrieben wurden. Die Stolpersteine wurden von Gunter Demnig verlegt. Sie liegen im Regelfall vor dem letzten selbstgewählten Wohnsitz des Opfers. Die Stolpersteine werden auf Slowakisch pripomienkové kamene beziehungsweise pamätné kamene genannt, beides steht für „Gedenksteine“. Auf Ungarisch heißen sie botlatókő.
Der Südteil der Region (südlich der Linie und einschließlich Šaľa-Šurany-Vráble-Levice) war 1938–1945 als Folge des Ersten Wiener Schiedsspruchs Teil Ungarns. Die Ermordung der Juden in diesem Teil der Region, zu dem Komárno gehörte, erfolgte im Rahmen der Shoa in Ungarn 1944. Nitra lag nördlich dieser Linie und kam 1939 zum Slowakischen Staat. Dort erfolgten die Deportationen bereits früher.
Die ersten Verlegungen im Nitriansky kraj fanden am 26. Juli 2013 in Komárno statt. Die Inschriften der dortigen Stolpersteine sind zweisprachig eingraviert, auf Slowakisch und Ungarisch. Die in Nitra verlegten Stolpersteine tragen nur eine slowakische Aufschrift.

## Verlegte Stolpersteine
Die Tabellen sind teilweise sortierbar; die Grundsortierung erfolgt alphabetisch nach dem Familiennamen.

### Komárno
In Komárno wurden bisher sechs Stolpersteine an zwei Adressen verlegt.
| Stolperstein | Übersetzung                                                                                    | Verlegeort         | Name, Leben |
| ------------ | ---------------------------------------------------------------------------------------------- | ------------------ | --- |
|              | HIER LEBTE DEZSŐ PASZTERNÁK DEPORTIERT 1944 NACH AUSCHWITZ DORT ERMORDET                       | Komenského 269/3 · | Dezső Paszternák (Dezider Pasternak) wurde 1907 in Komárno als Sohn von Mária und Zsigmond Paszternák geboren. Er wurde 1944 ins KZ Auschwitz deportiert und wurde dort vom NS-Regime ermordet. |
|              | HIER LEBTE MARGIT PASZTERNÁK GEB. WEISZ GEB. 1911 DEPORTIERT 1944 NACH AUSCHWITZ DORT ERMORDET | Komenského 269/3 · | Margit Paszternák (Margit Pasternak), später verehelichte Reismann, wurde 1911 in Komárno als Tochter von Mária und Zsigmond Paszternák geboren. Sie heiratete einen Mann namens Reismann, lebte in Kálna und war bis 1942 in einem Arbeitslager. Sie wurde ins KZ Auschwitz deportiert und dort vom NS-Regime ermordet. Auf dem Stolperstein ist die Inschrift Margit Paszternák geb. Weisz zu lesen, die mutmaßlich falsch ist. Gemäß der Meldung ihres Neffen an Yad Vashem war der Mädchenname ihrer Mutter Weisz. |
|              | HIER LEBTE MÁRIA PASZTERNÁK GEB. WEISZ DEPORTIERT 1944 NACH AUSCHWITZ DORT ERMORDET            | Komenského 269/3 · | Mária Paszternák (Maria Pasternak), geb. Weisz, wurde in Svodín geboren und heiratete Zsigmond Paszternák. Drei Kinder des Paars, Dezső, Margit und Sándor, wurden im Rahmen der Shoah ermordet. Sie wurde gemeinsam mit ihrem Ehemann am 14. Mai 1944 ins KZ Auschwitz deportiert, wo sie vom NS-Regime ermordet wurden. |
|              | HIER LEBTE SÁNDOR PASZTERNÁK GEB. 1920 DEPORTIERT 1944 NACH AUSCHWITZ DORT ERMORDET            | Komenského 269/3 · | Sándor Paszternák (Alexander Pasternak) wurde 1919 oder 1920 in Komárno als Sohn von Maria und Zsigmond Paszternák geboren. Er lebte bis 1942 in Komárno, wurde 1944 ins KZ Auschwitz deportiert und dort vom NS-Regime ermordet. |
|              | HIER LEBTE ZSIGMOND PASZTERNÁK GEB. 1878 DEPORTIERT 1944 NACH AUSCHWITZ DORT ERMORDET          | Komenského 269/3 · | Zsigmond Paszternák (Sigmund Pasternak) wurde 1878 in Lomnica geboren und heiratete Maria Weisz aus Svodín. Er besaß in Komárno/Komárom eine Bäckerei, wie sein Urenkel András Paszternák erzählt. Drei Kinder des Paars, Dezső, Margit und Sándor, wurden im Rahmen der Shoah ermordet. Am 14. Mai 1944 wurde er zusammen mit seiner Ehefrau ins KZ Auschwitz deportiert, wo sie vom NS-Regime ermordet wurden. |
|              | HIER LEBTE DR. ERNEST WALDMANN GEB. 1902 DEPORTIERT 1944 NACH AUSCHWITZ DORT ERMORDET          | Eötvösa 9 ·        | Dr. Ernest Waldmann (auch Ernst, Ernő) wurde am 10. Oktober 1902 in Bátorove Kosihy geboren. Er wurde 1923 Rabbiner in Komárno, 1926 zusätzlich in Lučenec und 1930 schließlich Oberrabbiner. Zwischen dem 12. und 15. Juni 1944 wurde er im Zuge eines Auschwitz-Transports deportiert und kam als Zwangsarbeiter nach Mauthausen/Gusen, wo er am 27. Juni 1944 ermordet wurde. |

### Nitra
In Nitra wurden an drei Adressen sechs Stolpersteine verlegt.
| Stolperstein | Übersetzung | Verlegeort                  | Name, Leben |
| ------------ | --- | --------------------------- | --- |
|              | HIER LEBTE MARIA ARPÁSSY-GERSTL GEB. 1887 DEPORTIERT NACH AUSCHWITZ ERMORDET 1941                                  | Kamenná 2 Nitra             | Maria Arpássy-Gerstl, auch Mária (Miczi) Abalehota Árpássy (Gerstl), wurde 1887 als Tochter von Imre (Emmerich) Abalehota Árpássy (Gerstl) in Nitra geboren. Der ungarische Geschlechtsname Árpássy wurde einem Vorfahren, Matthias Josef Gerstl, 1715 verliehen (árpa bedeutet ungarisch „Gerste“). Imre Árpássy war Bankdirektor in Nitra und starb 1920. Mária Árpássy war zuerst mit dem Arzt Pál Dömény, dann mit dem Offizier Egon von Kulterer verheiratet. Sie lebte in einer Jugendstilvilla, die heute noch erhalten ist und vor der der Stolperstein platziert ist. Sie wurde nach Auschwitz verschleppt und dort ermordet. |
|              | HIER WOHNTE FERDINAND FELSENBURG GEB. 1901 DEPORTIERT 1944 NACH AUSCHWITZ BEFREIT                                  | Wilsonovo nábrežie 82 Nitra | Ferdinand Felsenburg (1901-) |
|              | HIER WOHNTE HERTA FELSENBURG GEB. WEISS JG. 1907 DEPORTIERT 1944 NACH AUSCHWITZ ERMORDET 1944                      | Wilsonovo nábrežie 82 Nitra | Herta Felsenburg (1907–1944) |
|              | HIER WOHNTE GABRIELA STARK GEB. VERÖ JG. 1888 INTERNIERT 1944 IN SERED DEPORTIERT 1944 NACH AUSCHWITZ ERMORDET     | Štefánikova trieda 25 Nitra | Gabriela Stark (1888–1944) |
|              | HIER WOHNTE JOZEF A. STARK GEB. 1909 INTERNIERT 1944 IN SERED, IN NITRA DEPORTIERT 1944 NACH BERGEN-BELSEN BEFREIT | Štefánikova trieda 25 Nitra | Jozef A. Stark (1909-) |
|              | HIER WOHNTE JULIUS STARK GEB. 1880 INTERNIERT 1944 IN SERED DEPORTIERT 1944 NACH AUSCHWITZ ERMORDET                | Štefánikova trieda 25 Nitra | Julius Stark (1880–1944) |

### Štúrovo
In Štúrovo wurden an einer Adresse sieben Stolpersteine verlegt. Die Inschriften sind in ungarischer Sprache eingraviert.
| Stolperstein | Übersetzung | Verlegeort             | Name, Leben                                |
| ------------ | --- | ---------------------- | ------------------------------------------ |
|              | HIER LEBTE ERNŐ SOLYMOSI JG. 1917 DEPORTIERT 1944 DACHAU SACHSENHAUSEN ERMORDET 1944 NATZWEILER                         | Komenského 128 Štúrovo | Ernő Solymosi (1917–1944)                  |
|              | HIER LEBTE GYULA IZIDOR SOLYMOSI JG. 1888 ERMORDET 16.6.1944 AUSCHWITZ                                                  | Komenského 128 Štúrovo | Gyula Izidor Solymosi (1888–1944)          |
|              | HIER LEBTE DIE FRAU DES GYULA SOLYMOSI BETTI UNGÁR JG. 1889 ERMORDET 16.6.1944 AUSCHWITZ                                | Komenského 128 Štúrovo | Betti Solymosi, geborene Ungar (1889–1944) |
|              | HIER LEBTE ILONA SOLYMOSI JG. 1923 DEPORTIERT 1944 AUSCHWITZ BUCHENWALD BERGEN-BELSEN HESSISCH LICHTENAU BEFREIT WURZEN | Komenského 128 Štúrovo | Ilona Solymosi (1923-)                     |
|              | HIER LEBTE IMRE SOLYMOSI JG. 1926 DEPORTIERT 1944 DACHAU SACHSENHAUSEN ERMORDET 1944 NATZWEILER                         | Komenského 128 Štúrovo | Imre Solymosi (1926–1944)                  |
|              | HIER LEBTE IRÉN SOLYMOSI JG. 1925 DEPORTIERT 1944 AUSCHWITZ BUCHENWALD BERGEN-BELSEN HESSISCH LICHTENAU BEFREIT WURZEN  | Komenského 128 Štúrovo | Irén Solymosi (1925-)                      |
|              | HIER LEBTE LÁSZLÓ SOLYMOSI JG. 1921 DEPORTIERT 1944 DACHAU SACHSENHAUSEN ERMORDET 1944 NATZWEILER                       | Komenského 128 Štúrovo | László Solymosi (1921–1944)                |

### Topoľčany
In Topoľčany wurde ein Stolperstein verlegt.
| Stolperstein | Übersetzung                                                                                | Verlegeort             | Name, Leben                     |
| ------------ | ------------------------------------------------------------------------------------------ | ---------------------- | ------------------------------- |
|              | HIER LEBTE MAXIMILIAN ECKSTEIN GEB. 1925 DEPORTIERT 1942 NACH AUSCHWITZ ERMORDET 26.7.1942 | Škultétyho 8 Topoľčany | Maximilian Eckštein (1925–1942) |

## Verlegedaten
Die Verlegungen der Stolpersteine erfolgten durch Gunter Demnig an folgenden Tagen:
- 26. Juli 2013 in Komárno
- 25. September 2017 in Nitra[13]
- 17. Juli 2022 in Štúrovo
- 10. Juli 2023 in Topoľčany